# House of Xtravaganza
La House of Xtravaganza est une house de la ball culture new-yorkaise, fondée en 1982 par Hector Xtravaganza, né Hector Valle.

## Caractéristiques
La House of Xtravaganza est souvent citée comme une des plus connues de la culture du voguing. Comme le veut la tradition de la ball culture, les membres de la maison adoptent le nom Xtravaganza comme nom de famille,.

## Historique

### Premières années: 1982 à 1988
La maison est d'abord créée sous le nom de House of Extravaganza par Hector Valle en 1982. Valle est un homme gay d'origine portoricaine, reconnu pour son style de voguing élégant et athlétique. Il décide en 1982 de créer une maison entièrement latine, en réponse à la sous-culture de l'époque presque exclusivement noire,. Il fonde donc la maison avec une adolescente trans également portoricaine, qui devient connue sous le nom d'Angie Xtravaganza et prend rapidement les rênes de l'organisation.
Début 1983, la House of Extravaganza commence à se produire dans les balls new-yorkais. En 1985, Hector Valle meurt du Syndrome d'immunodéficience acquise ; Angie recrute une jeune star du voguing, David Padilla, jusque-là membre de la House of Ebony, et le nomme nouveau père de la maison. À cette époque, la maison accueille des personnes de toutes ethnicités mais continue à avoir une large majorité latine.

### 1988 à 1994: notoriété dans le grand public
À partir de 1988, la presse grand public cite de plus en plus souvent la ball culture. Cette année-là, Chi Chi Valenti (en) publie l'essai « Nations » dans la revue Details, qui décrit entre autres la maison Extravaganza, et le fait illustrer par le photographe Timothy Greenfield-Sanders (en). La même année, des membres de la maison sont pris en photo avec Naomi Campbell pour le numéro de Vogue de décembre 1988. Ils et elles apparaissent également dans Time en mai 1989 et dans Vanity Fair en septembre 1989.
En 1989, la House of Extravaganza participe au Love Ball, un événement de collecte de dons organisé avec des célébrités sur le modèle des balls pour la cause de la lutte contre le Sida. Les invités incluent Carolina Herrera, Thierry Mugler, Iman, Keith Haring, Francesco Clemente, Julian Schnabel et Leigh Bowery. Le maître de cérémonie de la soirée est David Ian Xtravaganza et la maison se produit en partenariat avec la chaîne de prêt-à-porter Barneys,.
La maison prend le nom de Xtravaganza à l'automne 1989. David Ian Xtravaganza, avec Johnny Dynell (en) et David DePino, publie le single Elements of Vogue, tandis que Malcolm McLaren enregistre Deep in Vogue qui devient l'hymne de la maison[réf. nécessaire].
En 1990, le voguing devient mainstream notamment grâce au documentaire Paris is Burning de Jennie Livingston. Le documentaire interviewe plusieurs membres de la maison, dont Venus, Angie et José Gutierez Xtravaganza. La même année, Madonna sort le single Vogue et recrute deux membres de la maison pour sa tournée mondiale Blonde Ambition. Le clip de la musique montre une choréographie élaborée par José et Luis Xtravaganza, et ils sont nommés pour le prix de la meilleure chorégraphie dans un clip aux MTV Video Music Awards 1990. Ils apparaissent avec Madonna dans la vidéo live de Vogue lors de la cérémonie, dans un message gouvernemental encourageant à voter, et dans le documentaire In Bed with Madonna. José Gutierez Xtravaganza revient pour la vidéo de Justify my love, puis devient chorégraphe et modèle pour Jean-Paul Gaultier.
En 1993, José et Luis Xtravaganza publient, sous le nom José & Luis, la musique Queen's English.
Pendant la pandémie de VIH au début des années 1990, la House of Xtravaganza est décimée, comme la scène des ballrooms dans son ensemble. Angie Xtravaganza en meurt en mars 1993 ; sa mort fait la Une du supplément du dimanche du New York Times le 18 avril. Après la mort d'Angie, Danni Xtravaganza prend sa place jusqu'à sa propre mort en 1996 ; David Ian lègue le titre de Père de la maison à Hector Crespo Xtravaganza (en) en 1993 et meurt lui aussi en 1996. Pendant ce temps, la maison se recentre sur elle-même et cesse la plupart de ses apparitions publiques.

### Militantisme culturel et communautaire: 1994 à 2012

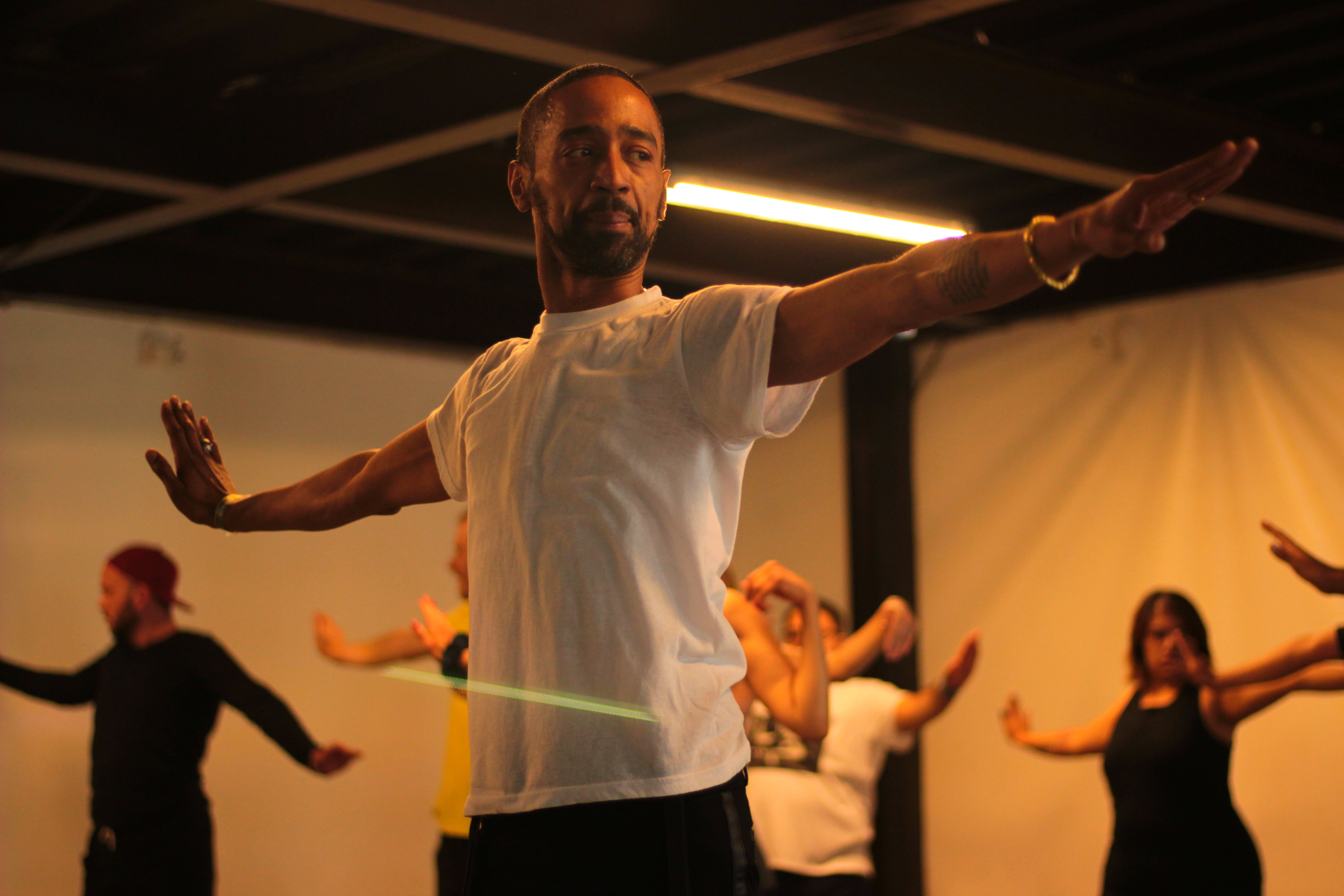
José Xtravaganza donnant un cours de voguing en 2017.

José Gutierez Xtravaganza devient Père de la maison en 2002, quand Hector Crespo en devient grand-père honoraire. Carmen Xtravaganza (en) assure le rôle de mère à plusieurs reprises entre 1998 et 2010 ; en 2009, Coko Xtravaganza, une femme trans noire, obtient le rôle honorifique de grand-mère.
Plusieurs membres de la maison Xtravaganza apparaissent dans le documentaire How Do I Look (en) réalisé en 2006 par Wolfgang Busch (en). En 2006, la maison intègre le Temple de la renommée de la ball culture[réf. souhaitée]. Arnaldo Cruz-Malave publie une série d'interviews avec Keith Haring et Juan Rivera Xtravaganza en 2007 dans Queer Latino Testimonio – Keith Haring and Juanito Xtravaganza: Hard Tails.

### Expansion mondiale: 2012 aux années 2020
Pour ses trente ans, la House of Xtravaganza organise un grand ball à New York le 22 juillet 2012, qui obtient une large couverture médatique. En janvier 2013, la maison fait l'objet d'un long reportage dans le Vogue japonais avec des photos de Terry Richardson. Les anciens danseurs de Madonna, José Gutierez et Luis Camacho Xtravaganza, sont interviewés dans le documentaire Strike a Pose (en) qui revient sur la tournée de 1990.
La maison participe à l'élaboration de la série The Get Down et d'une scène de ball dans l'épisode 6 avec Baz Luhrmann à la réalisation.
La maison ouvre des sous-groupes en Asie et en Europe, ainsi qu'en Amérique du Sud.